# الصالحية (صيدا)
الصالحية  هي إحدى القرى اللبنانية من قرى قضاء صيدا في محافظة الجنوب.
اغلب سكانها من طائفة الروم الملكيين الكاثوليك.
عدد سكانها حوالي 2400 نسمة وناخبيها حوالي 800 ناخب.
ترتفع عن سطح البحر حوالي 250 مترا.
يعيش الكثير من سكانها في المهجر خاصة في بلجيكا وكندا والولايات المتحدة الاميركية.
تتميز بزراعة الزيتون وانتاج زيت الزيتون الفاخر.
بها العديد من المطاعم والحانات واضحت في الفترة الاخيرة مركزا هاما للسهر في منطقة صيدا والجنوب.
من أبرز عائلاتها : الخواجة، متري، اندراوس، عبود، دندن، فرحات، الديك، جبيلي، القاضي، القسيس، أبو زيد، مزهر.
رئيس بلديتها الحالي نقولا اندراوس والمختار يوسف أبو زيد.